# Perdita Durango
Perdita Durango es una película hispano-mexicana de 1997 dirigida por Álex de la Iglesia. El filme combina elementos de humor negro, acción, romance y santería.
La trama sigue a Perdita Durango, una mujer sin escrúpulos, y Romeo Dolorosa, un asesino carismático, quienes secuestran a una pareja de adolescentes provenientes de una familia acomodada. Juntos, emprenden un viaje a través de Estados Unidos mientras cumplen una misión encomendada por un capo mafioso: transportar un cargamento de fetos desde la frontera con México hasta Las Vegas.
Con un presupuesto aproximado de 1100 millones de pesetas (equivalente a 6,5 millones de euros), la película fue en su momento la producción cinematográfica más costosa de España. Sin embargo, tuvo un rendimiento limitado en taquilla, recaudando solo 2,6 millones de euros.

## Reparto
- "Perdita Durango": Rosie Pérez
- "Romeo": Javier Bardem
- "Duane": Harley Cross
- "Estelle": Aimee Graham
- Catalina: Demian Bichir
- "Adolfo": Screamin' Jay Hawkins
- "Doyle": Alex Cox
- "Dumas": James Gandolfini
- "Marcello": Don Stroud
- "Shorty Dee": Santiago Segura
- "Skinny": David Villalpando
- "Doug": Miguel Galván

- Datos: Q1702797